# Ключ 185
Ключ 185 (иер. 首) со значением «голова», 185 по порядку из 214 традиционного списка иероглифических ключей, используемых при написании иероглифов. Записывается 9 штрихами.
В словаре Канси под этим ключом содержится 20 иероглифов (из 49 030).

Вид ключа в Цзягувэнь
Вид ключа в Цзиньвэнь
Вид ключа в большой печати Чжуаньшу
Вид ключа в малой печати Чжуаньшу

## Примеры иероглифов
| Доп. черты | Иероглифы |
| ---------- | --------- |
| 0          | 首        |
| 2          | 馗        |
| 8          | 馘        |

- Примечание: Ваш браузер может отображать иероглифы неправильно.